# Сранан-тонго
Сранан-тонго (Sranan Tongo — «суринамский язык») — креольский язык, являющийся родным для примерно 400 000 человек, проживающих в Суринаме.
Изначально сранан-тонго был языком суринамских креолов. В настоящее время язык получил распространение среди других общин страны, в том числе, нидерландской, яванской, индийской, индейской и китайской. Большинство суринамцев владеет им в качестве второго или третьего языка.
Устаревшим наименованием языка является тактаки (сранан-тонго Taktaki; от английского talk — говорить). Суринамцы считают это название уничижительным.

## Глоттогенез
В начале своего развития сранан-тонго представлял собой пиджин, на котором говорили между собой суринамские рабы, зачастую происходившие из разных районов Африки. Позднее, сранан-тонго стал языком общения между рабами и рабовладельцами, так как рабам было запрещено говорить по-нидерландски. После того, как в Суринам в качестве рабочей силы были завезены представители других этнических групп, сранан-тонго стал лингва франка по всей стране.

## Современное положение
Хотя образование в стране осуществляется на нидерландском языке, и использование сранан-тонго не поощряется, отношение властей к языку стало более терпимым, в особенности в 1980-е годы во время правления диктатора Дези Баутерсе, часто произносившего речи на сранан-тонго. 
В настоящее время сранан-тонго широко используется в Суринаме, особенно в неформальном общении, где часто смешивается с нидерландским языком. Например, люди часто приветствуют друг друга не формальным нидерландским «hoe gaat het», а на сранан-тонго («fa waka» — «как дела?»).
Изучение сранан-тонго началось в конце XVIII века, в 1855 году появился «Негритянско-английский словарь» (нидерл. Neger-engelsch woordenboek) Хендрика Шарля Фокке; этот словарь расценивается современной лингвистикой как ценный источник, поскольку Фокке предположительно являлся носителем языка. Письменность на языке появилась в конце XIX века. 15 июля 1986 года правительством Суринама была введена официальная орфография. Некоторые писатели, в частности, Трефосса (Хенри Франс де Зил), использовали и используют сранан-тонго в своем творчестве. Второй куплет суринамского гимна исполняется на этом языке.

## Лексикология

### Этимология
Лексика сранан-тонго включает в себя заимствования из английского, нидерландского, португальского, а также центрально- и западноафриканских языков. Основу лексики составляют слова английского происхождения (см. Чёрный английский), а также более поздние нидерландские заимствования, появившимися после оккупации Суринама Нидерландами в 1667 году. Первые контакты западноафриканских негров с европейцами, в том числе, с англичанами, осуществлялись с помощью набора португальских слов, некоторые из которых вошли в сранан-тонго.
Примеры слов нидерландского происхождения:
| Сранан-тонго | Нидерландский | Перевод  |
| ------------ | ------------- | -------- |
| heri         | heel          | весь     |
| sprenka      | sprinkhaan    | кузнечик |